# Indiana Jones' Greatest Adventures
Indiana Jones' Greatest Adventures is een computerspel voor het Super Nintendo Entertainment System, gebaseerd op de Indiana Jonesfilmtrilogie. Het spel is ontwikkeld door Factor 5 en gepubliceerd door JVC Musical Industries, Inc.

## Gameplay
Het spel is vooral een actiespel waarin de speler Indy bestuurt door levels gebaseerd op de eerste drie bioscoopfilms. Indy’s primaire wapen is zijn zweep, maar hij kan zijn vijanden ook slaan of schoppen. Soms kan ook een pistool worden gevonden. De zweep is behalve een wapen ook een hulpmiddel om over hindernissen te slingeren. Af en toe verandert de gameplay en moet de speler o.a. een vliegtuig of mijnkarretje besturen.

## Levels
Indiana Jones' Greatest Adventures is een spel met een engine gelijk aan de Super Star Wars serie. Het spel is opgesplitst in 28 gebieden.
Raiders of the Lost Ark
- Level 1: Chachapoyan Temple,1936
- Level 2: Boulder chase
- Level 3: Snow Level
- Level 4: Raven Bar
- Level 5: Streets of Cairo
- Level 6: Streets of Cairo 2
- Level 7: Streets of Cairo 3
- Level 8: German dig site
- Level 9: Well of the Souls
- Level 10: Well of the Souls 2
- Level 11: Island Surface
- Level 12: The opening of the Ark

Temple of Doom
- Level 13: Club Obi-Wan,1935
- Level 14: Shanghai streets
- Level 15: Rafting in the snow
- Level 16: Pankot Palace
- Level 17: Caves of Pankot
- Level 18: Caves of Pankot 2
- Level 19: Mine car chase
- Level 20: Rope Bridge

Last Crusade
- Level 21: Catacombs of Venice,1938
- Level 22: Castle Brunwald
- Level 23: Castle Brunwald 2
- Level 24: Airship interior
- Level 25: Biplane dogfight
- Level 26: Desert of Iskenderun
- Level 27: Canyon of the Crescent Moon
- Level 28: Grail room

Bij aanvang van het spel zijn alleen de levels van Raiders of the Lost Ark beschikbaar. Om naar de andere levels te gaan moet men “Raiders of the Lost Ark” uitspelen, of een wachtwoord invoeren.
Veel van de levels zijn behoorlijk uitgebreid.

## Ontvangst
Het spel werd redelijk goed ontvangen door critici en fans. Vooral de graphics en de muziek worden vaak genoemd als goede punten. Een punt van kritiek was echter dat maar weinig muziek uit de films zelf verwerkt is in het spel. Ook zijn veel scènes uit de films weggelaten in het spel.
| Beoordeeld door                      | Jaar | Platform            | Score |
| ------------------------------------ | ---- | ------------------- | ----- |
| Just Games Retro                     | 2008 | SNES                | 90%   |
| Video Games & Computer Entertainment | 1994 | SNES                | 90%   |
| Nintendo Life                        | 2009 | Wii Virtual Console | 80%   |
| IGN                                  | 2008 | SNES                | 80%   |
| Lens of Truth                        | 2009 | SNES                | 80%   |
| Jeuxvideo.com                        | 2011 | Wii Virtual Console | 75%   |
| Jeuxvideo.com                        | 2011 | SNES                | 75%   |
| 1UP!                                 | 2006 | SNES                | 70%   |
| Electronic Gaming Monthly (EGM)      | 1995 | SNES                | 70%   |
| The Video Game Critic                | 2008 | SNES                | 67%   |

## Trivia
- In het tweede level van Temple of Doom (Shanghai streets), is een uithangbord te zien met de naam "C'boath Bar". Dit is een referentie naar het Star Warspersonage Joruus C'Baoth.